# Первая украинская гимназия имени Николая Аркаса
Первая украинская гимназия имени Николая Аркаса (укр. Перша українська гімназія імені Миколи Аркаса) — учебное заведение общего среднего образования II—III ступеней с углублённым изучением украинского и английского языков в городе Николаеве, Украина; осуществляет научно-теоретическую, общекультурную подготовку учащихся.
В 15 классах гимназии обучается более 430 учеников. Является действительным членом ассоциации «Возрождённые гимназии Украины». Директор — Сергей Васильевич Бережной — украинский педагог, Заслуженный работник образования Украины.

## История
Своё начало гимназия берет с 1863 года, когда в городе было открыто Николаевское женское училище 1-го разряда. С сентября 1870 года учебное заведение называлось «Николаевская первая Мариинская женская гимназия». Она проработала по 1918 год.
Дом Мариинской гимназии был построен в 1892 году по проекту архитектора Е. А. Штукенберга.
В советское время это была средняя школа № 5.
После распада СССР школа стала называться Украинская педагогическая гимназия, которая 12 декабря 1998 была реорганизована в Первую украинскую гимназию. Распоряжением Кабинета Министров Украины от 24 февраля 2003 года № 104-р гимназии присвоено имя Николая Аркаса, выдающегося украинского историка, композитора, общественного деятеля.
В 1912 году в парке перед зданием гимназии был установлен памятник Героям войны 1812 года.
Здание гимназии включено в государственный реестр памятников архитектуры местного значения: как здание школы, где учился Виктор Хоменко — юный разведчик, пионер-герой, участник подпольной организации «Николаевский центр»; а также как дом Мариинской гимназии, построенный в 1892 году по проекту архитектора Е. А. Штукенберга.
В ночь на 1 ноября 2022 года частично разрушена российскими войсками ракетами С-300 в ходе вторжения России в Украину.

## Деятельность
С 7 октября 2005 года гимназия приобрела статус экспериментального общеобразовательного учебного заведения Всеукраинского уровня по проблеме «Художественно-эстетическое образование и воспитание учащихся общеобразовательных учебных заведений в процессе внедрения интегрированных курсов».
С 2017 года учебное заведение участвует в опытно-экспериментальной работе Всеукраинского уровня по теме «Стандартизация сквозной социально-психологической модели интенсивного массового внедрения медиаобразования в отечественную педагогическую практику» (на 2017—2022 годы). С 1994 по 2018 годы учебным заведением выпущено в жизнь 1035 гимназистов.
С 2012 года коллектив гимназии привлечен к участию в Международном образовательном проекте Британского совета в Украине «Учимся вместе», а с 2013 года — международной программы Европейского союза «eTwinning School».
С целью увековечивания памяти Н. Н. Аркаса в центральной рекреации гимназии ему установлена скульптура, а в музее истории гимназии создана тематическая экспозиция, посвященная жизни и творчеству семьи Аркасов.